# Снегиревка (Вологодская область)
Снегиревка — посёлок в Вожегодском районе Вологодской области на реке Вотчица.
Входит в состав Ючкинского сельского поселения, с точки зрения административно-территориального деления — в Ючкинский сельсовет.
Расстояние по автодороге до районного центра Вожеги — 63 км, до центра муниципального образования Ючки — 31 км. Ближайшие населённые пункты — Некрасовская, Лукьяновская, Погорелка.

## История
В 1966 г. указом президиума ВС РСФСР поселок Некрасовского лесопункта переименован в Снегиревка.

## Население
| 2010 |
| ---- |
| 62   |